# Roxana (ort i Costa Rica)
Roxana är en ort i Costa Rica.   Den ligger i kantonen Cantón de Pococí och provinsen Limón, i den centrala delen av landet, 50 km nordost om huvudstaden San José. Roxana ligger 117 meter över havet och antalet invånare är 2 351.
Terrängen runt Roxana är huvudsakligen platt, men söderut är den kuperad. Runt Roxana är det ganska tätbefolkat, med 70 invånare per kvadratkilometer. Närmaste större samhälle är Guápiles, 6,7 km sydväst om Roxana. Omgivningarna runt Roxana är en mosaik av jordbruksmark och naturlig växtlighet.